# Rafał Marszałek
Rafał Marszałek (ur. 30 listopada 1940 w Warszawie) – polski krytyk filmowy, historyk filmu, nowelista, scenarzysta filmów dokumentalnych, szachista.

## Życiorys
Absolwent VI Liceum Ogólnokształcącego im. Tadeusza Reytana w Warszawie (1957). Doktor nauk humanistycznych (1972), kierownik Pracowni Historii Filmu w Instytucie Sztuki PAN (1973–1990). Redaktor naukowy V i VI tomu Historii filmu polskiego, wykładowca Akademii Filmowej, Collegium Civitas i Akademii Polskiego Filmu. Członek ZAiKS-u od 1969.
23 sierpnia 1980 dołączył do apelu 64 uczonych, pisarzy i publicystów do władz komunistycznych o podjęcie dialogu ze strajkującymi robotnikami.
Dyrektor Instytutu Polskiego w Moskwie 1990–1995, wicedyrektor Departamentu Promocji i Informacji MSZ 1995–1998, pełnomocnik ministra spraw zagranicznych ds. obchodów roku 2000, I radca ambasady RP w Lublanie 2001–2005.
Uzyskał poziom szachowego mistrza FIDE w 1979 r., reprezentował Polskę i został mistrzem Warszawy w 1973. Jest ośmiokrotnym złotym medalistą drużynowych mistrzostw Polski (1960, 1961, 1964, 1967, 1969, 1972, 1980, 1984) w barwach klubu WKSz Legion Warszawa. W latach 1965–1979 ośmiokrotnie startował w finałach indywidualnych mistrzostw Polski (najlepsze wyniki: trzykrotnie X miejsca, w latach 1973, 1977 i 1979). Najwyższy ranking w karierze osiągnął 1 stycznia 1976 r., z wynikiem 2395 punktów zajmował wówczas 9. miejsce wśród polskich szachistów.

## Książki
- Nowy film angielski (1968)
- Powtórka z życia (1970)
- Pamflet na kino codzienne (1974)
- Polska wojna w obcym filmie (1976)
- Kamień w wodę (1980)
- Filmowa pop-historia (1984)
- Historia filmu polskiego t. V (1985) i VI (1994) (współautor i redaktor naukowy)
- Kino rzeczy znalezionych (2005)
- ZAIKS u progu nowego wieku (1998); wyd. II poszerzone: Tworzymy i chronimy. 95 lat ZAIKS-u (2013)
- Niedoczas (2019)
- Poradnik dla znerwicowanych szachistów (2024)

## Nagrody i wyróżnienia
- Nagroda im. Karola Irzykowskiego (1967, 1972, 1975, 1980)
- Złote Grono (wraz z Krzysztofem Mętrakiem i Andrzejem Wernerem) na XIII LLF w Łagowie (1981)
- Nagroda im. Bolesława Michałka za Kino rzeczy znalezionych jako najlepszej książki filmowej roku 2006
- Nagrody Polskiego Instytutu Sztuki Filmowej w kategorii krytyka filmowa (ex aequo z Michałem Oleszczykiem) (2012)[5]
- Brązowy Medal „Zasłużony Kulturze Gloria Artis” (2013)[6][7]
- Nagroda ZAiKS-u im. Krzysztofa Teodora Toeplitza (2017)[8]
- Nagroda 100-lecia ZAiKS-u (2018)[8]
- Nagroda Stowarzyszenia Filmowców Polskich za wybitne osiągnięcia artystyczne i wkład w rozwój polskiej kinematografii (2021)[9]